# École de Canterbury
Pour les articles homonymes, voir Canterbury (homonymie).
 (décembre 2018).
Si vous disposez d'ouvrages ou d'articles de référence ou si vous connaissez des sites web de qualité traitant du thème abordé ici, merci de compléter l'article en donnant les références utiles à sa vérifiabilité et en les liant à la section « Notes et références ».

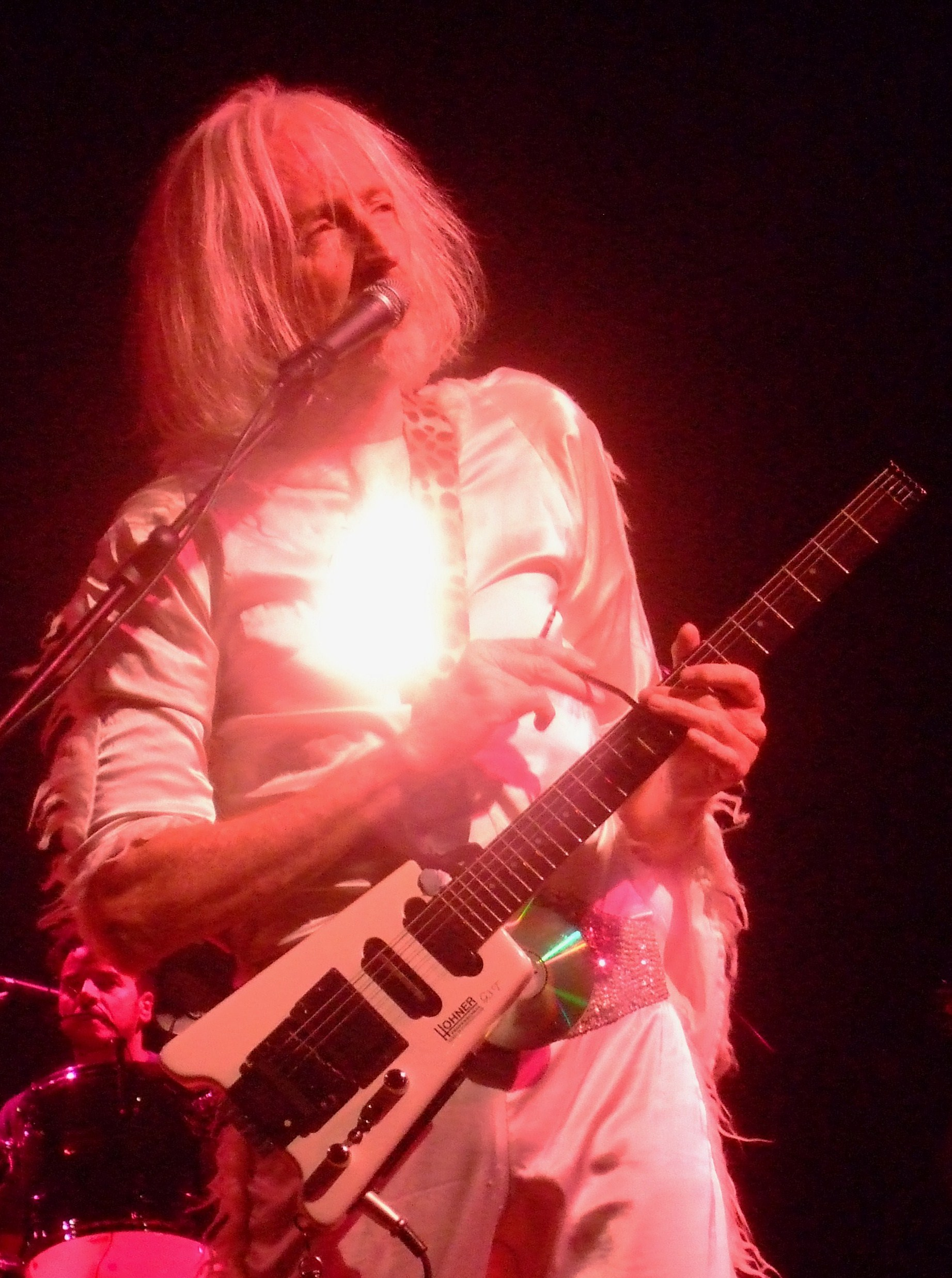
Daevid Allen

L'école de Canterbury (The Canterbury Scene) regroupe plusieurs artistes et groupes de rock progressif et psychédélique britanniques de la fin des années 1960 et du début des années 1970. 
Un premier groupe The Wilde Flowers se constitue en 1963, sur le campus de l'université de Canterbury. Ce groupe ne sort aucun disque durant son existence, mais il reste mythique pour avoir donné par la suite - avec Hugh Hopper, Robert Wyatt, Richard Sinclair, Kevin Ayers, Richard Coughlan et Pye Hastings, puis plus tard avec l'australien Daevid Allen entre autres - des groupes majeurs : Soft Machine, Caravan, Matching Mole ou Gong.
La scène de Canterbury est largement occupée par des groupes partageant un grand nombre de musiciens. S'ils ne sont pas toujours liés par une grande similarité musicale, ils partagent une étrangeté, des touches de psychédélisme, des paroles obscures (forts liens avec le dadaïsme et la pataphysique - Soft Machine période Robert Wyatt) ou bien délirantes, et l'utilisation de l'improvisation issue du jazz, tout en gardant un aspect « pop ».
Le « style » de l'École de Canterbury n'a pas été pratiqué que par des musiciens anglais, il a influencé par exemple les groupes néerlandais Supersister et Ekseption, les groupes italiens Area et Picchio dal Pozzo, les Français de Moving Gelatine Plates ; les Japonais de Mr Sirius, Kenso et Ain Soph ; les Belges de Cos ; The Muffins aux États-Unis.

## Exemples de groupes

### Groupes psychédéliques ou expérimentaux
- The Wilde Flowers, groupe qui fut actif de 1964 à 1969 en Angleterre.
- Soft Machine, lors de la première incarnation du groupe, avec le chant et les compositions de Robert Wyatt.
- Gong, groupe mêlant le jazz rock avec la musique psychédélique voire parfois le space rock.
- Steve Hillage, ancien membre de Gong ayant repris le style de manière plus légère.
- Kevin Ayers, ex-Soft Machine, fonda le Kevin Ayers And The Whole World avec Mike Oldfield et David Bedford.
- Nucleus avec le claviériste, saxophoniste et flûtiste Karl Jenkins.
- Egg
- Robert Wyatt

### Groupes rock progressif
- Caravan, un des groupes les plus connus du mouvement, aussi issu de la formation Wilde Flowers.
- Quantum Jump
- Khan (Avec David Stewart et Steve Hillage)
- Camel (Avec Richard Sinclair, David Bedford et Andy Ward)

### Groupes à influences jazz fusion
- Pierre Moerlen's Gong, anciennement le groupe Gong, après le départ de Daevid Allen en 1974 après l'album You) et Steve Hillage en 1975 après l'album Shamal. Avec lequel joueront, entre autres, Allan Holdsworth et Mike Oldfield, ainsi que l'ex-Rolling Stones Mick Taylor
- Soft Machine, qui incorporait des éléments de jazz fusion dans leur deux premiers albums et qui a fortement continué dans cette voie à partir du troisième
- National Health
- Hatfield and the North
- Bruford - Groupe formé par Bill Bruford avec Allan Holdsworth, Dave Stewart et Jeff Berlin après l'expérience UK.
- Henry Cow
- Matching Mole - Robert Wyatt forme ce groupe à la suite de sa défection de Soft Machine.
- Gilgamesh

## Filmographie
- 2015: Romantic Warriors III: Canterbury Tales (en) (DVD)